# 西野努
西野 努（にしの つとむ、1971年3月13日 - ）は、奈良県生駒市出身の元プロサッカー選手。現役時代のポジションはディフェンダー（DF）。

## 来歴・人物
学生時代は奈良県立奈良高等学校から神戸大学経営学部へ進学。この進学は会計士になることが目的だった。受験勉強の反動での遊びに飽きた頃に高校の先輩の勧誘でサッカー部に入る。全国大会出場歴や代表歴などの特筆される経歴を持たない全く無名の選手であった。サッカー部には指導者がいなかったため、練習などはすべて自主的に運営していたという。当時の神戸大学サッカー部は関西学生リーグの1部と2部を行ったり来たりするようなチームであったが、西野の同期に高校時代に国体で活躍するような選手が何人かおり、関西学生リーグ1部に昇格した。さらに関西学生選抜代表チームに選ばれる中で、4年生の春にはガンバ大阪から練習に誘われ、続いて浦和レッドダイヤモンズからも夏に声をかけられた。西野は父の会計事務所を継ぐべく会計士の勉強を始めていたが、「（契約期間の）2年やってみてダメならそれでいい」とプロ入りを決意する。
卒業後の1993年にJリーグの浦和レッドダイヤモンズへ入団。1年目よりリーグ戦出場を果たすと、浦和のDFラインでプレーを続けた。1998年には日本代表候補にも選出された。
引退後はイギリス・リヴァプール大学に留学しMBAを取得する。浦和のフロント（スカウトなど）を経て、複数の会社の取締役をつとめる傍ら、浦和レッズ関係各種イベント出演・講演・執筆活動など多方面で活動を続けている。
2015年4月には神奈川県茅ヶ崎市に中学生を対象としたサッカークラブAFC茅ヶ崎を設立した。
2008年に産業能率大学客員教授に就任。2016年から2019年まで産業能率大学 情報マネジメント学部教授を務めた。
2019年11月より浦和レッドダイヤモンズのテクニカルダイレクターに就任。テクニカルダイレクターの業務について西野はポーランドのサッカーメディアAzjaGolaのインタビューにおいて「スカッドの計画」と「チームマネジメント」と説明している。「スカッドの計画」は雇用、スカウト、契約の締結と更新などを指し、スカウト担当3名、様々な業務の担当2名、法務担当1名のスタッフを統括する立場となる。「チームマネジメント」は日々のトレーニング計画の策定、トレーニングの準備、遠征の管理、選手やクラブ従業員への給与支払いおよび業績の評価を行う。また、西野は取締役会やクラブ社長とのコミュニケーションを図る役割も担っている。
2025年シーズンより横浜F・マリノスのスポーティングダイレクターに就任。

## 所属クラブ
- 1986年 - 1988年  奈良県立奈良高等学校
- 1989年 - 1992年  神戸大学
- 1993年 - 2001年  浦和レッドダイヤモンズ

## 個人成績
| 国内大会個人成績 | 国内大会個人成績 | 国内大会個人成績 | 国内大会個人成績 | 国内大会個人成績 | 国内大会個人成績 | 国内大会個人成績 | 国内大会個人成績 | 国内大会個人成績 | 国内大会個人成績 | 国内大会個人成績 | 国内大会個人成績 |
| 年度             | クラブ           | 背番号           | リーグ           | リーグ戦         | リーグ戦         | リーグ杯         | リーグ杯         | オープン杯       | オープン杯       | 期間通算         | 期間通算         |
| 年度             | クラブ           | 背番号           | リーグ           | 出場             | 得点             | 出場             | 得点             | 出場             | 得点             | 出場             | 得点             |
| 日本             | 日本             | 日本             | 日本             | リーグ戦         | リーグ戦         | リーグ杯         | リーグ杯         | 天皇杯           | 天皇杯           | 期間通算         | 期間通算         |
| ---------------- | ---------------- | ---------------- | ---------------- | ---------------- | ---------------- | ---------------- | ---------------- | ---------------- | ---------------- | ---------------- | ---------------- |
| 1993             | 浦和             | -                | J                | 18               | 0                | 2                | 0                | 0                | 0                | 20               | 0                |
| 1994             | 浦和             | -                | J                | 0                | 0                | 0                | 0                | 0                | 0                | 0                | 0                |
| 1995             | 浦和             | -                | J                | 17               | 0                | -                | -                | 2                | 0                | 19               | 0                |
| 1996             | 浦和             | -                | J                | 0                | 0                | 3                | 0                | 0                | 0                | 3                | 0                |
| 1997             | 浦和             | 12               | J                | 25               | 3                | 5                | 0                | 1                | 0                | 31               | 3                |
| 1998             | 浦和             | 3                | J                | 27               | 2                | 4                | 0                | 3                | 0                | 34               | 2                |
| 1999             | 浦和             | 3                | J1               | 9                | 1                | 0                | 0                | 0                | 0                | 9                | 1                |
| 2000             | 浦和             | 12               | J2               | 27               | 4                | 2                | 0                | 4                | 0                | 33               | 4                |
| 2001             | 浦和             | 12               | J1               | 11               | 0                | 2                | 0                | 0                | 0                | 13               | 0                |
| 通算             | 日本             | 日本             | J1               | 107              | 6                | 16               | 0                | 6                | 0                | 129              | 6                |
| 通算             | 日本             | 日本             | J2               | 27               | 4                | 2                | 0                | 4                | 0                | 33               | 4                |
| 総通算           | 総通算           | 総通算           | 総通算           | 134              | 10               | 18               | 0                | 10               | 0                | 162              | 10               |

## 代表歴
- 1998年 日本代表候補

## 職歴
- 2008年 - 2021年3月  産業能率大学 客員教授・教授
- 2016年 -  公益財団法人スポーツヒューマンキャピタル 理事・スクールマスター
- 2019年12月 - 2024年4月  浦和レッズ テクニカルダイレクター
- 2024年8月 -  シティ・フットボール・グループ
- 2025年 -  横浜F・マリノス スポーティングダイレクター